# Flavio Vanzella
Flavio Vanzella, nacido el 4 de marzo de 1964 en Vazzola, fue un ciclista profesional italiano que fue profesional de 1989 a 1998.

## Palmarés
1986
- Regio Tour
- 2º en el Campeón del mundo en contrarreloj por equipos  (con Massimo Podenzana, Eros Poli y Mario Scirea)

1987
- Campeón del mundo en contrarreloj por equipos    (con Roberto Fortunato, Eros Poli y Mario Scirea)

1993
- 1 etapa de la Bicicleta Vasca

1995
- Giro del Veneto
- 1 etapa de la Vuelta a Suiza

## Resultados en las grandes vueltas
| Carrera         | 1989 | 1990 | 1991 | 1992 | 1993 | 1994 | 1995 | 1996 | 1997 | 1998 |
| --------------- | ---- | ---- | ---- | ---- | ---- | ---- | ---- | ---- | ---- | ---- |
| Giro de Italia  | -    | -    | 93.º | 76.º | 82.º | 60.º | -    | -    | -    | -    |
| Tour de Francia | -    | -    | -    | 59.º | 51.º | 41.º | 86.º | 60.º | 60.º | -    |
| Vuelta a España | Ab.  | -    | -    | -    | -    | -    | -    | Ab.  | -    | -    |
| Mundial en Ruta | -    | -    | -    | -    | -    | -    | -    | -    | -    | -    |

-: no participa

Ab.: abandono